# 푸에고 아르디엔테
《푸에고 아르디엔테》(스페인어: Fuego ardiente)은 2021년 방영된 멕시코의 텔레노벨라이다.